# Нанооб'єкт
Нанооб'єкт (англ. nano-object або nano scale object) — дискретна частина матерії або, навпаки, її локальна відсутність (порожнини, пора), розмір якої хоча б в одному вимірі знаходиться в нанодіапазоні (як правило, 1-100 нм).

## Опис
До нанооб'єктів можуть бути віднесені як об'єкти, що мають чіткі просторові межі і доступні для прямого спостереження методами електронної та зондової сканувальної мікроскопії (наночастинки, нанопластини, нанотрубка, нанопори), так і інші нанорозмірні об'єкти, розмір яких часто визначається непрямими методами (агрегати, ліпосоми, мембрани, нанокраплі тощо).